# 地球構造

地球内部结构与大气分层示意图

地球內部結構與大氣分層示意圖

地球內部結構與大氣分層示意圖

地球的结構同其他类地行星相似，是层状的，它們可以藉由化学和流变学特性區分。地球拥有一層富含硅的地壳、一層熔融狀的地幔、一層液体的外核和一个固体的内核。这些对地球内部结构的认识来源自物理学证据和一些推断，这些证据包括火山喷出的物质和地震波。

## 概述
地球结构可以由化学和力学（如流变学）确定。物理学上，地球可划分为岩石圈、软流层、地幔、外核和5层。化学上，地球被划分为地壳、上地幔、下地幔、外核和。地质学上对地球各层的划分，按照自地表的深度，分别是：
| 深度（公里） | 层                                   |
| ------------ | ------------------------------------ |
| 0–60         | 岩石圈（深度介于5公里至200公里之间） |
| 0–35         | 地壳（深度介于5公里至70公里之间）    |
| 35–60        | 地幔顶层                             |
| 35–2890      | 地幔                                 |
| 200–300      | 软流层                               |
| 35–660       | 上地幔                               |
| 660–2890     | 下地幔                               |
| 2890–5150    | 外核                                 |
| 5150–6360    |                                      |

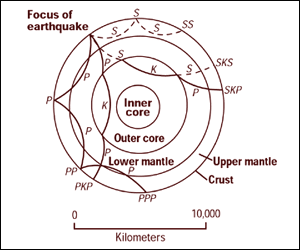
利用地震波获得地球的内部信息。

各层可以由地震波的折射和反射時的传播时间间接得知。横波不能通过地核，在其他的层中速度也不同。波速在不同层中间的变化依循折射的斯涅尔定律。高速地震波引起的反射则和光波在镜面上的反射类似。

## 地核
地球的平均密度为5,515kg/m3。由于地表物质的平均密度只有约3,000kg/m3，因此我们可以得知，地球核心区域有密度更高的物质。关于地核的更多信息则来自地震学研究。
地震学测量显示，地核由2部分构成：半径为1,220公里的固体和裹在外面的液体外核，总半径3,400公里。固体内核是由英格·莱曼在1936年发现的，成分主要是铁和镍。
在45亿年前的地球早期，高溫熔融的状态使较重的物质下沉到地球中心，较轻的物质上浮到地壳，这个过程称为行星分化。地核的成分因此可以推断为80%的铁、镍，以及一些轻元素。其他的重元素例如铅和铀，不是含量过少，就是同其他轻元素结合而留在地壳裡。内核甚至被认为是由铁晶体组成。
液体的外核包裹著内核，成分也是铁和镍，还有少量的氫元素。
最近的研究显示，地核最内部可能富含金、铂和其他亲铁元素。
组成地球的成分和普通球粒状陨石和太阳外部的成分有很大关系 。地球的成分同普通球粒陨石相似，而与另一种顽火辉石球粒陨石完全不同。在1940年初，包括弗朗西斯·貝切在内的很多科学家在这个研究成果的基础上建立了地球物理学。两种陨石出现如此巨大的差异之原因是生成顽火辉石球粒陨石的环境必须是极端缺氧的环境。这使亲氧的元素部分或全部保留在和地核相同的合金中。
发电机理论认为，外核的对流，以及科氏力为地球创造了磁场。内核由于高于居里温度而不能保持一个稳定的磁场，但是可能对外核产生的磁场起了稳定作用。
最近的研究显示，内核可能比地球的其他部分转得快。在2005年8月，一些地球物理学家在《科学》上发表了一篇论文，称地球的内核每年比地表多转0.3至0.5度。

## 地幔

地球的内部构造。1：大陆地壳；2：海洋地壳；3：上地幔；4：下地幔；5：外核；6：内核；A：莫氏不連續面；B：古氏不連續面；C：雷氏不連續面

地幔,深度达2,890公里。地幔底部的压强高达140×109帕（约140万个大气压）。地幔由富含铁和镁的硅酸盐岩石组成，和地壳相近。虽然地幔是固体，但是高溫使硅酸盐拥有足够的延展性，以在很长时间内缓慢流动。地幔的对流在地面上体现为板块运动。物质的熔点和粘度随着压强的变化而变化。由于地幔越向下压强越大，因此地幔上方的部分比下方的部分更容易流动（化学变化也可能起着一定的作用）。地幔的黏度介乎1021－1024Pa·s之间。作为比较，水的黏度约為10-3Pa·s，而沥青的黏度为107 Pa·s。

## 地壳
地壳深度介於5公里至35公里之间，是地球最外层的结构。海盆下比较薄的海洋地壳是由含铁镁的硅酸盐岩石组成的。比较厚的大陆地壳则是由含钠钾铝的硅酸盐岩石构成。由于大陆地壳的主要构成元素是硅和铝，因此也称为硅铝层。同样，海洋地壳被称为硅镁层。地壳和地幔的区别有两部分。首先，地壳和地幔间有一个不连续面，导致地震波的速度变化，称为莫氏不連續面。造成莫氏不連續面的原因是面上方的岩石包含长石，而下方的岩石不含长石。第二，铁镁堆积岩和橄榄岩之间有一个化学不连续面。
很多构成地壳的岩石年龄在1亿年左右，但已知最老的岩石年龄为44亿年。因此可以推断，地球在那时就拥有一个固体地壳。